# Gerhard Witte
Gerhard Witte (* 23. Juni 1920) ist ein ehemaliger deutscher Fußballspieler. Er wurde mit der BSG Waggonbau Dessau Ostzonaler Pokalsieger und spielte eine Saison lang in der ostdeutschen Zonenliga. 

## Sportliche Laufbahn
Im Aufgebot des ersten FDGB-Pokalsiegers, der Betriebssportgemeinschaft (BSG) Waggonbau Dessau spielte Gerhard Witte auf der Position des rechten Außenstürmers. Dessau gewann das Pokalfinale am 28. August 1949 gegen Gera-Süd durch ein Tor von Wittes Sturmkollegen Franz Kusmierek. Mit dem Pokalgewinn qualifizierte sich die BSG Waggonbau für die erstmals in der Saison 1949/50 ausgetragene Zonenliga (später DS-Oberliga, DDR-Oberliga). Zum Aufgebot gehörte wiederum der 29-jährige Witte. Spielertrainer Manthey setzte ihn in den ersten drei Punktspielen wieder als Rechtsaußen ein, wobei Witte in der zweiten Begegnung mit dem 1:0-Führungstreffer den 3:1-Heimspielsieg über Anker Wismar einläutete. Es blieb Wittes einziger Treffer in der Zonenliga. Als im Oktober 1949 Rolf Theile von Union Halle zu den Dessauern wechselte, übernahm dieser Wittes Position, der danach bis zum 10. Spieltag nur noch in drei weiteren Punktspielen aufgeboten wurde. Sein sechstes und letztes Punktspiel für die BSG Waggonbau bestritt er am 20. November 1949 bei der Begegnung Waggonfabrik Dessau – Einheit Meerane (2:1). Auch danach war Witte nicht mehr im höherklassigen Fußball aktiv. 